# ホセ・カルロス・ラソ
ホセ・カルロス・ラソ・ロメロ（José Carlos Lazo Romero、1996年2月16日 - ）は、スペイン・サンルーカル・デ・バラメーダ出身のサッカー選手。RCDエスパニョール所属。ポジションはフォワード。

## クラブ経歴
アンダルシア州のサンルーカル・デ・バラメーダに生まれ、アトレティコ・サンルケーニョCFを経て2012年にレアル・マドリードのカンテラに加入した。2015年にジネディーヌ・ジダンによってカスティージャに引き上げられたものの、出番はあまり得られなかった。
2016年1月16日、ビジャレアルCFのBチームにレンタルされた。
2017年7月27日、セグンダ・ディビシオンBのレクレアティーボ・ウェルバにレンタル移籍をした。ここでは1シーズンを通じてレギュラーとして活躍し、リーグ戦37試合で6ゴールを挙げた。翌年7月13日、ラ・リーガのヘタフェCFに3年契約で移籍した。移籍後すぐにCDルーゴへレンタル。
2020年5月8日、UDアルメリアへのレンタルを経て、同クラブと4年契約を交わした。